# Sinaptogénesis
La sinaptogénesis es la formación de la sinapsis. A pesar de que se produce durante toda la vida en una persona sana, una explosión formadora de sinapsis se produce durante el desarrollo temprano del cerebro. La sinaptogénesis es particularmente importante en un individuo durante la "etapa crítica" de su vida, en el que hay un cierto grado de poda neuronal debido a la competencia de los factores de crecimiento neuronal por parte de las neuronas y las sinapsis. Los procesos que no se utilizan, o que son inhibidos durante este período crítico no podrán desarrollarse normalmente más tarde en la vida.

## La formación de la unión neuromuscular

### Función
La unión neuromuscular (UNM) es la sinapsis más bien caracterizada, ya que proporciona una estructura simple y accesible que permite una fácil manipulación y observación. La propia sinapsis se compone de tres células: las motoneuronas, las miofibras, y las células de Schwann. En una sinapsis que funciona normalmente, cuando una señal hace que la motoneurona se despolarice, la neurona motora libera el neurotransmisor acetilcolina (ACh). La acetilcolina viaja a través de la hendidura sináptica, donde alcanza los receptores de acetilcolina (AChR) en la membrana plasmática de la miofibra, el sarcolema. Así como los canales abiertos de iones AChR, la despolarización de la membrana, provoca la contracción muscular. Toda la sinapsis está envuelta por una cubierta de mielina proporcionada por la célula de Schwan para aislar y encapsular la unión.

### Origen y movimiento de las células
Durante el desarrollo, cada una de las tres células surgen de las diferentes regiones del embrión en crecimiento. Los mioblastos individuales se originan en el mesodermo y se fusionan para formar miotubos multi-nucleados. Durante o poco después de la formación miotubular, las motoneuronas del tubo neural forman contactos preliminares con los miotubos. Las células de Schwann se derivan de la cresta neural y son guiados por los axones a su destino. Al llegar a él, forman una suerte de delgada capa, sin mielina que cubre más de los axones que inerva. El movimiento de los axones (y posteriormente las células de Schwann) se guían por el cono de crecimiento, una proyección filamentosa del axón busca activamente neurotrofinas liberadas por los miotubos.
El patrón específico de desarrollo sináptico, en la unión neuromuscular, muestra que la mayoría de los músculos están inervados en sus puntos medios. Aunque pueda parecer que los axones se dirigen específicamente al punto medio de la miotubos, varios factores indicarían que esto no es así. Parecería que después del contacto axonal inicial, el recientemente miotubo formado continúa creciendo en forma simétrica desde ese punto de inervación. Junto con el hecho de que la densidad de AChR es el resultado del contacto axonal en lugar de la causa, los patrones estructurales de las fibras musculares se puede atribuir al crecimiento miotático, así como la inervación axonal.
El primer contacto formado entre la motoneurona y el miotubo genera una transmisión sináptica casi de inmediato, pero la señal producida es bastante débil. Existe evidencia de que las células de Scwhann podrían facilitar éstas señales preliminares al aumentar la cantidad liberada de neurotransmisores en forma espontánea a través de pequeñas señales moleculares. Al cabo de una semana una sinapsis totalmente funcional se forma después de varios tipos de diferenciación, tanto en la célula muscular post-sináptica y la motoneurona pre-sináptica. Éste inicio de axón es de crucial importancia ya que los axones que le seguirán son altamentemente propensos a formar contactos con las sinapsis bien establecidas.

### Diferenciación Post-sináptica
La diferencia más notable en los miotubos tras el contacto con la motoneurona es la mayor concentración de AChR en la membrana plasmática de los miotubos en la sinapsis. Este aumento en la cantidad de AChR permite una transmisión más eficaz de las señales sinápticas, que a su vez conduce a una sinapsis más desarrollada. La densidad de AChR es > 10,000/μm² y aproximadamente 
10/μm² alrededor del borde. Esta alta concentración de AChR en la sinapsis se logra mediante la agrupación de AChR, la sobre regulación de la transcripción del gen AChR en los núcleos post-sinápticos, y la baja regulación del gen de AChR en los núcleos no sinápticos. Las señales que inician la diferenciación post-sináptica pueden ser neurotransmisores liberados directamente desde el axón a la miotubos, o pueden surgir de cambios activos en la matriz extracelular de la hendidura sináptica.

#### Agrupación
El receptor de acetilcolina experimenta multimerización dentro de la membrana post-sináptica en gran parte debido a la molécula de señalización agrina. El axón de la motoneurona libera agrina, un proteoglicano que inicia una reacción en cadena que finalmente conduce a la asociación de la AChR. La agrina se une a un receptor quinasa muscular específico (receptor esquelético muscular tirosina quinasa) en la membrana post-sináptica, y esto a su vez conduce a la activación de la proteína citoplasmática rapsina. La rapsina contiene los dominios que permiten la asociación y multimerización del AChR, y es directamente responsable de su agrupamiento en la membrana post-sináptica: ratones laboratoriales con deficiencia en la rapsina fracasaron en la formación de grupos de AChR.

#### Transcripción Sinapsis-específica
La alta concentración de AChR no es simplemente debido a una reorganización de los componentes sinápticos preexistentes. El axón también proporciona señales que regulan la expresión génica en los mionúcleos directamente debajo de la sinapsis. Esta señalización provee una sobre-regulación localizada de la transcripción de los genes de AChR y el consecuente incremento en la concentración de AChR locales. Las dos moléculas de señalización liberadas por el axón están relacionadas con el gen de la calcitonina (CGRP) y la neuregulina, que desencadenan una serie de quinasas que pueden dar lugar a la activación transcripcional de los genes de AChR.

#### La Inhibición Extra-sináptica
La inhibición del AChR en el núcleo no-sináptico es un proceso de actividad-dependiente que involucra la participación de la señal eléctrica generada por las sinapsis recién formadas. Una concentración reducida de AChR en la membrana extra-sináptica junto con una alta concentración en la membrana post-sináptica ayudan a garantizar la fidelidad de las señales enviadas por el axón, mediante la localización de los receptores de acetilcolina a la sinapsis. Debido a que la sinapsis empieza a recibir estímulos casi inmediatamente después de que la motoneurona entra en contacto con el miotubo, el axón rápidamente genera un potencial de acción y libera acetilcolina. La desporalización causada por los receptores de acetilcolina induce la contracción muscular e inicia simultáneamente la inhibición transcripcional de los genes de los receptores de acetilcolina a través de la membrana de todo el músculo. Esto afecta a la transcripción de genes a una cierta distancia: los receptores que forman parte de la membrana post-sináptica, no son suscptibles a la inhibición.

### Diferenciación Presináptica
Aunque los mecanismos que regulan la diferenciación presináptca son desconocidos, los cambios expuestos en la terminal del axón en desarrollo están bien caracterizados. El axón presináptico muestra unaumento de volumen y área sináptica, mayor cantidad de vesículas sinápticas, agrupación de vesículas en la zona activa, y la polarización de la membrana presináptica. Estos cambios se cree que son mediadas por neurotrofinas y la liberación de moléculas de adhesión celular por las células musculares, haciendo hincapié en la importancia de la comunicación entre las motoneuronas y la miotubos durante la sinaptogénesis. Al igual que la diferenciación postsináptica, la diferenciación presináptica se cree que es debido a una combinación de cambios en la expresión génica y una redistribución de los componentes sinápticos preexistentes. La evidencia de esto se puede ver en la regulación al alza de los genes que expresan proteínas de vesículas poco después de la formación de sinapsis, así como su localización en la terminal sináptica.

### Maduración Sináptica
Las sinapsis inmaduras tienen múltiples inervaciones al nacer, debido a la alta propensión de los nuevos axones para inervar en una sinapsis ya existente. A medida que la sinapsis madura, la sinapsis se separa y al final todas las conexiones axonales se retraen a excepción de una, en un proceso llamado eliminación de sinapsis. Además, la placa terminal post-sináptica crece más y crea pliegues a través de invaginaciones para aumentar la superficie disponible para la recepción de neurotransmisores. Al nacer, las células de Schwann forman una capa desmielinizada sobre grupos de sinapsis, pero cuando la sinapsis madura, las células de Schwann se dedican a una sola sinapsis y forman una cubierta de mielina sobre toda la unión neuromuscular.